# Rougeotiana presbytica
Rougeotiana presbytica är en fjärilsart som beskrevs av Robinson 1975. Rougeotiana presbytica ingår i släktet Rougeotiana och familjen mätare. Inga underarter finns listade.